# うみへび座イオタ星
うみへび座ι星は、うみへび座の恒星で4等星。

## 名称
アラビア語で「結び目」という言葉に由来するウクダー (Ukdah) という固有名を持つ。アメリカの博物学者リチャード・ヒンクリー・アレンによると、13世紀のペルシアの天文学者アル・カズヴィーニーは、ι星、τ1星、τ2星、A星から成るカーブの部分について、アラビア語で「結び目」という意味の ʽUḳdah として知っていた、としている。2018年6月1日、国際天文学連合の恒星の命名に関するワーキンググループ (Working Group on Star Names, WGSN) は、Ukdah をうみへび座ι星の固有名として正式に定めた。